# Heinrich Thome

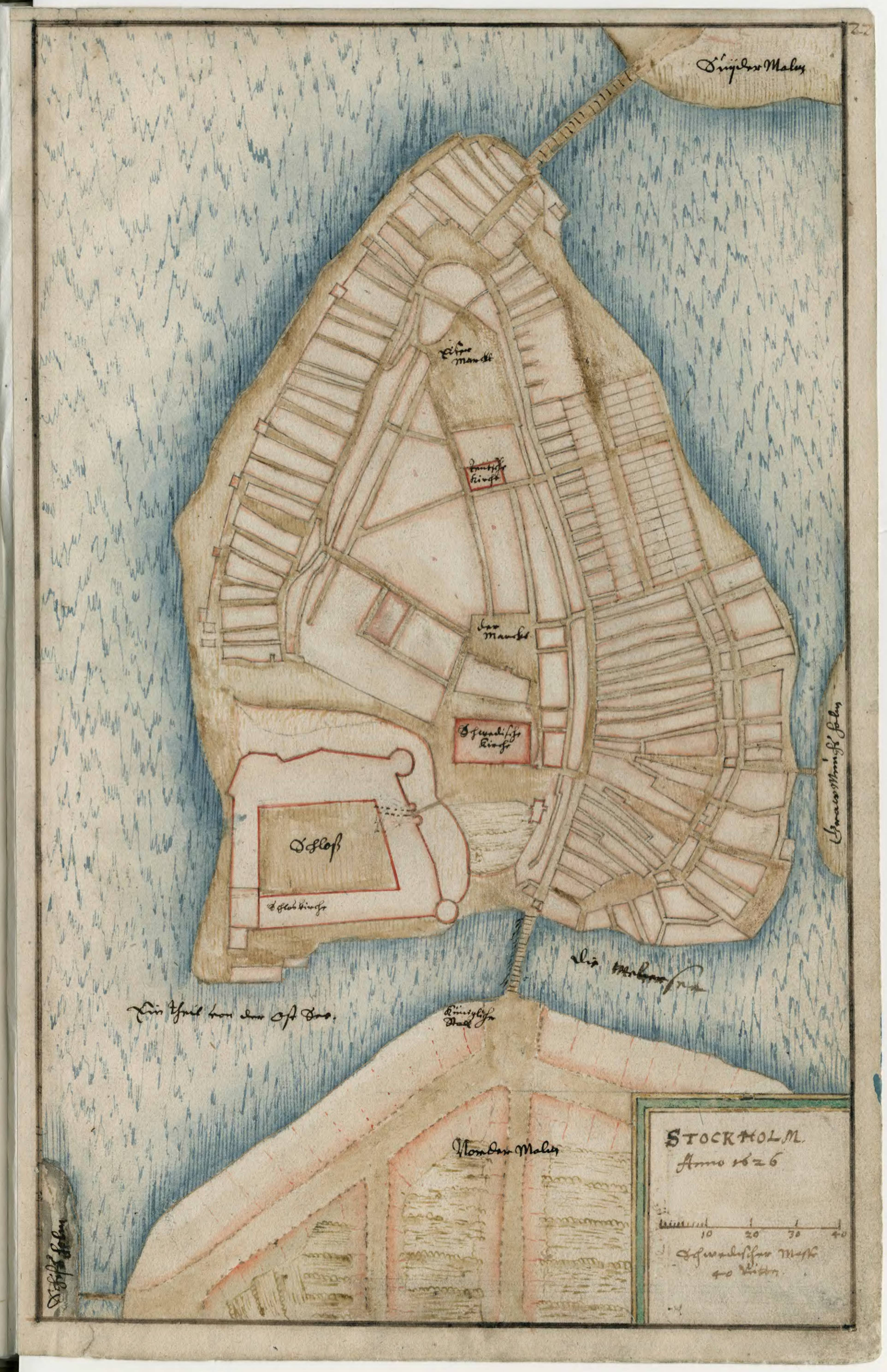
Thomés karta över Gamla stan från 1626 visar det nyplanerade området med smala regelbundna kvarter, där den "Stora branden 1625" hade härjat. Norr är nedåt på kartan.

Heinrich Thome, även Heinrich Thomé, verksam i svensk tjänst  omkring 1624–1635, var en tysk fortifikationsofficer och kartograf. Hans födelse- och dödsår är obekanta。
Thome härstammade troligen från Västpreussen och anställdes som ingenjör av Gustaf Horn omkring 1624. Bland hans första uppgifter var att utstaka tullstaketet kring Jönköping. Från år 1624 finns en karta över Göteborg i hans kartbok och från 1625 en karta över Kalmar. Han fullbordade 1626 en stadsplan (nu i svenska Krigsarkivet) över Gamla stan, där den stora vådelden hade förstörd stora delar av stadens sydvästra delar. Hans stadsplaneförslag anses vara den äldsta bevarade regleringskartan över Stockholm och den första organiserade stadsplaneringen som utfördes. 
Thome tjänstgjorde från 1626 som ingenjör vid svenska armén i Preussen, varvid han byggde befästningar vid bland annat Pillau, Elbing och Marienburg samt utarbetade en karta över "Ein Theil Preussens".
Efter 1635 tycks han ha lämnat den svenska tjänsten och gått (eller kanske återgått) i polsk, eftersom den bok, i vilken han infört sina kartor och befästningsritningar, återfanns i Warszawa under Karl X Gustavs krig och förvaras nu i Krigsarkivet.